# Weinmannia lentiscifolia
Weinmannia lentiscifolia là một loài thực vật có hoa trong họ Cunoniaceae. Loài này được C.Presl miêu tả khoa học đầu tiên năm 1831.